# Silvermines
Silvermines (iriska: Béal Átha Gabhann) är en ort i republiken Irland.   Den ligger i grevskapet North Tipperary och provinsen Munster, i den centrala delen av landet, 150 km väster om huvudstaden Dublin. Silvermines ligger 135 meter över havet och antalet invånare är 288.
Terrängen runt Silvermines är kuperad åt sydväst, men åt nordost är den platt. Terrängen runt Silvermines sluttar norrut. Runt Silvermines är det mycket glesbefolkat, med 7 invånare per kvadratkilometer. Närmaste större samhälle är Nenagh, 8,3 km norr om Silvermines. Trakten runt Silvermines består i huvudsak av gräsmarker.